# Epilobium saximontanum
Epilobium saximontanum är en dunörtsväxtart som beskrevs av Haussk.. Epilobium saximontanum ingår i släktet dunörter, och familjen dunörtsväxter. Inga underarter finns listade i Catalogue of Life.